# 兵庫県道148号大久保稲美加古川線
兵庫県道148号大久保稲美加古川線（ひょうごけんどう148ごう おおくぼいなみかこがわせん）は、兵庫県明石市から加古川市に至る一般県道である。

## 概要
明石市大久保町駅町2丁目から加古川市加古川町篠原町に至る。

### 路線データ
- 起点：明石市大久保町駅前2丁目（国道大久保交差点、国道2号・兵庫県道380号江井ヶ島大久保停車場線交点）
- 終点：加古川市加古川町篠原町（JR西日本山陽本線・加古川線 加古川駅前）
- 総延長：15.358 km

## 路線状況

### 重複区間
- 兵庫県道65号神戸加古川姫路線（加古郡稲美町加古）

### 道路施設

#### 橋梁
- 大久保橋（第二神明道路、明石市・神戸市西区）
- 見谷橋（曇川、加古郡稲美町）
- 下代橋（別府川、加古川市）

## 地理

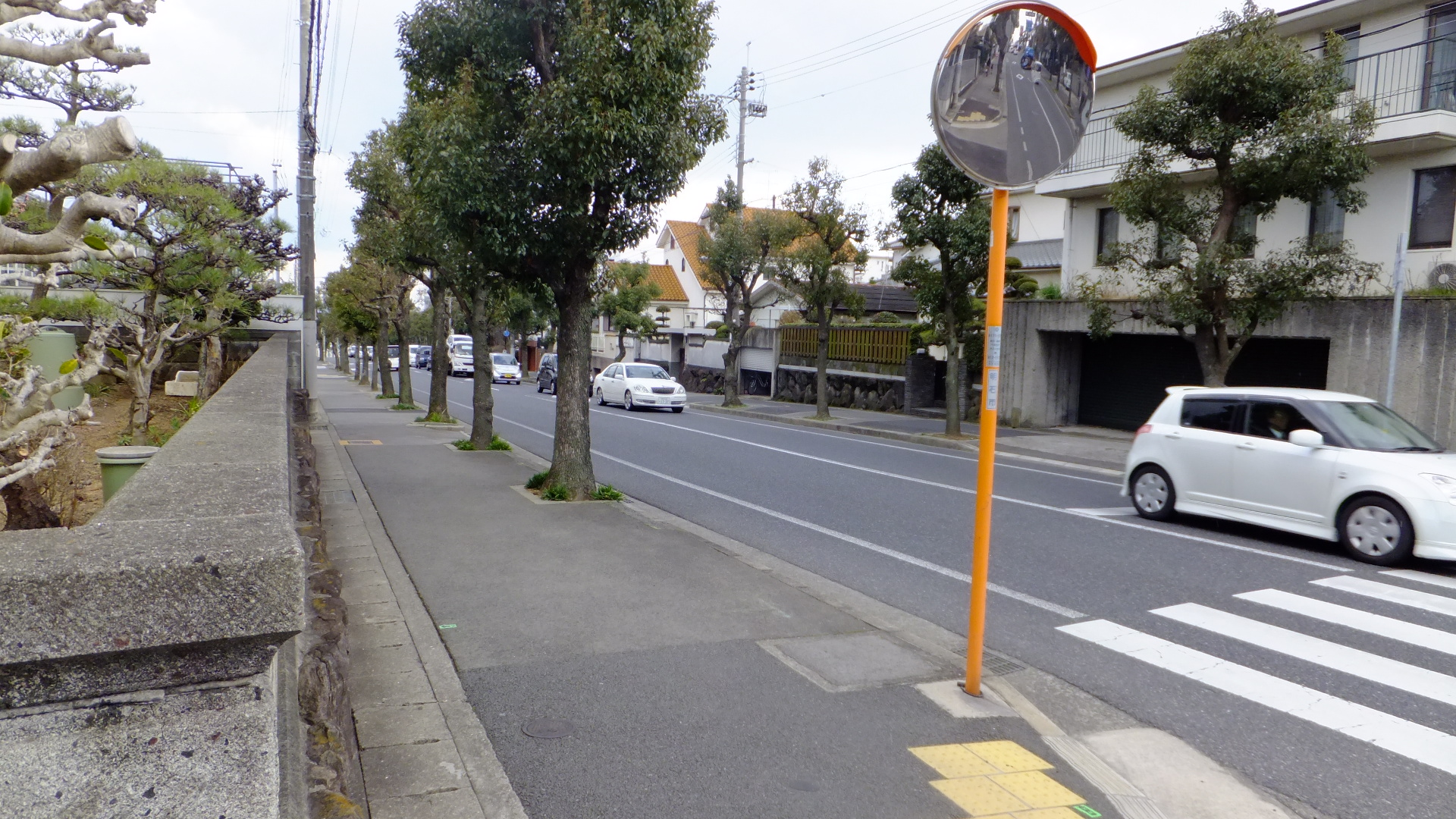
神戸市西区・明石市境目付近
兵庫県神戸市西区高丘6丁目で撮影

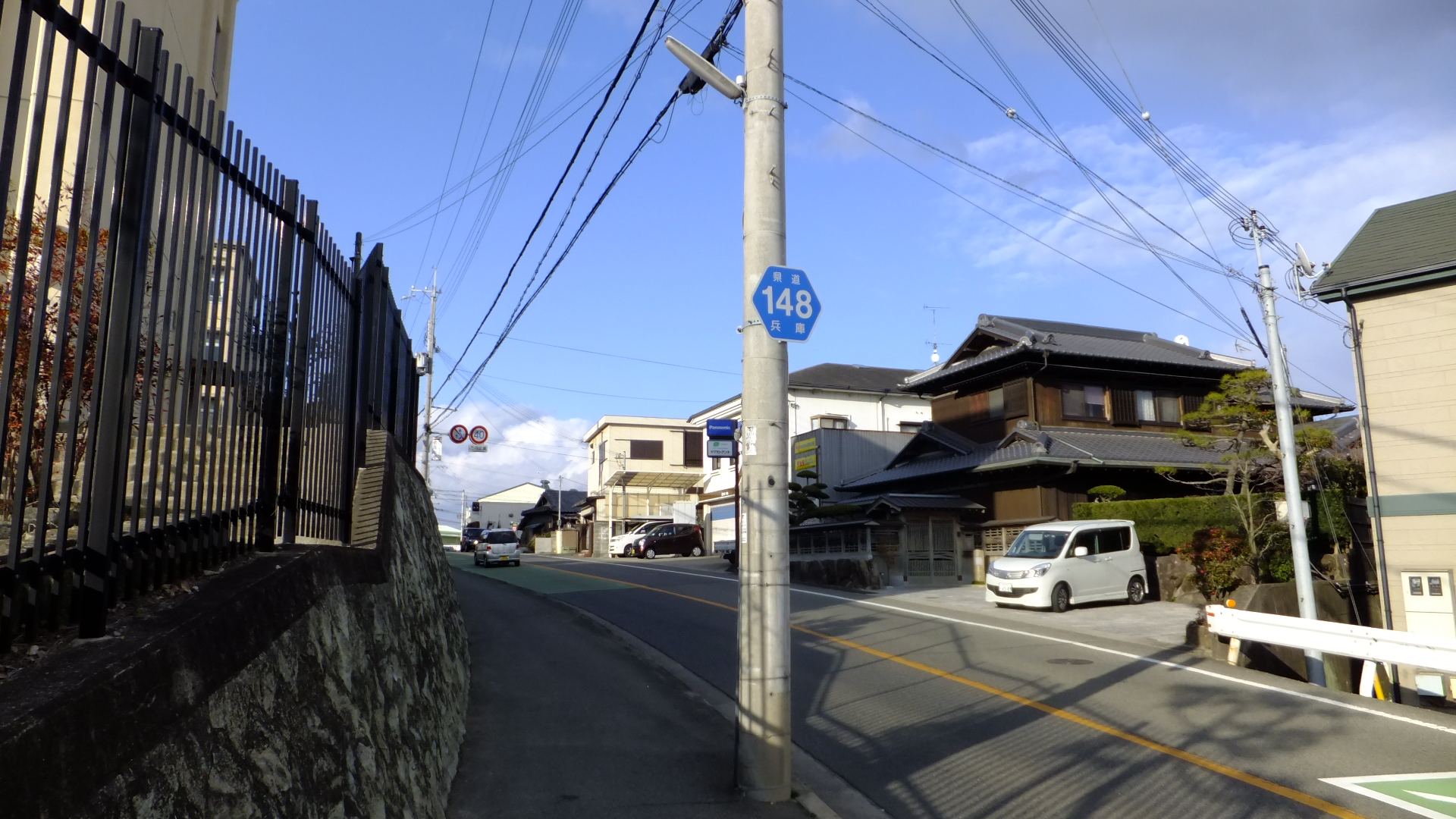
神戸市立岩岡小学校付近
兵庫県神戸市西区岩岡町岩岡で撮影

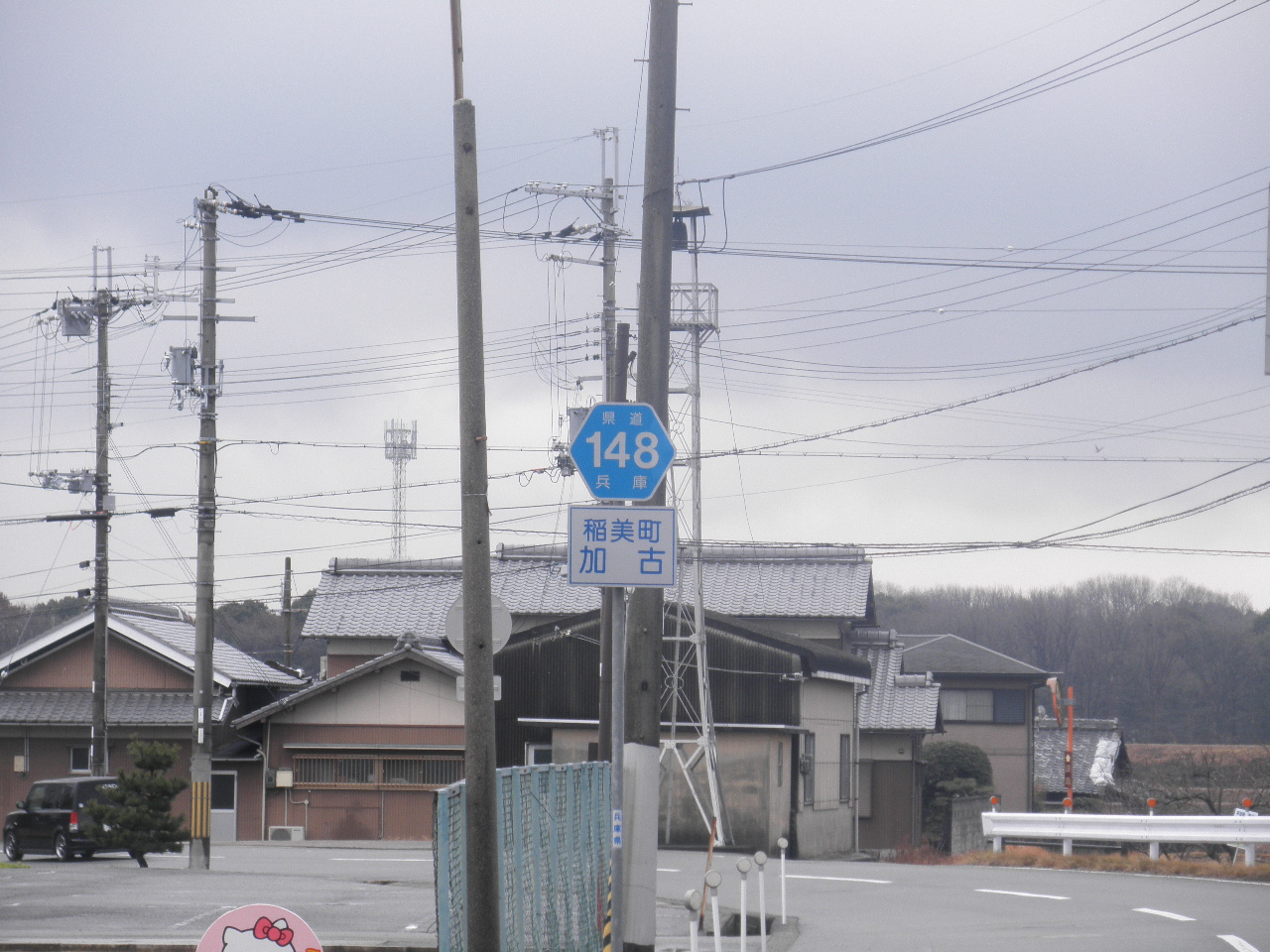
本道の標識
兵庫県加古郡稲美町加古で撮影

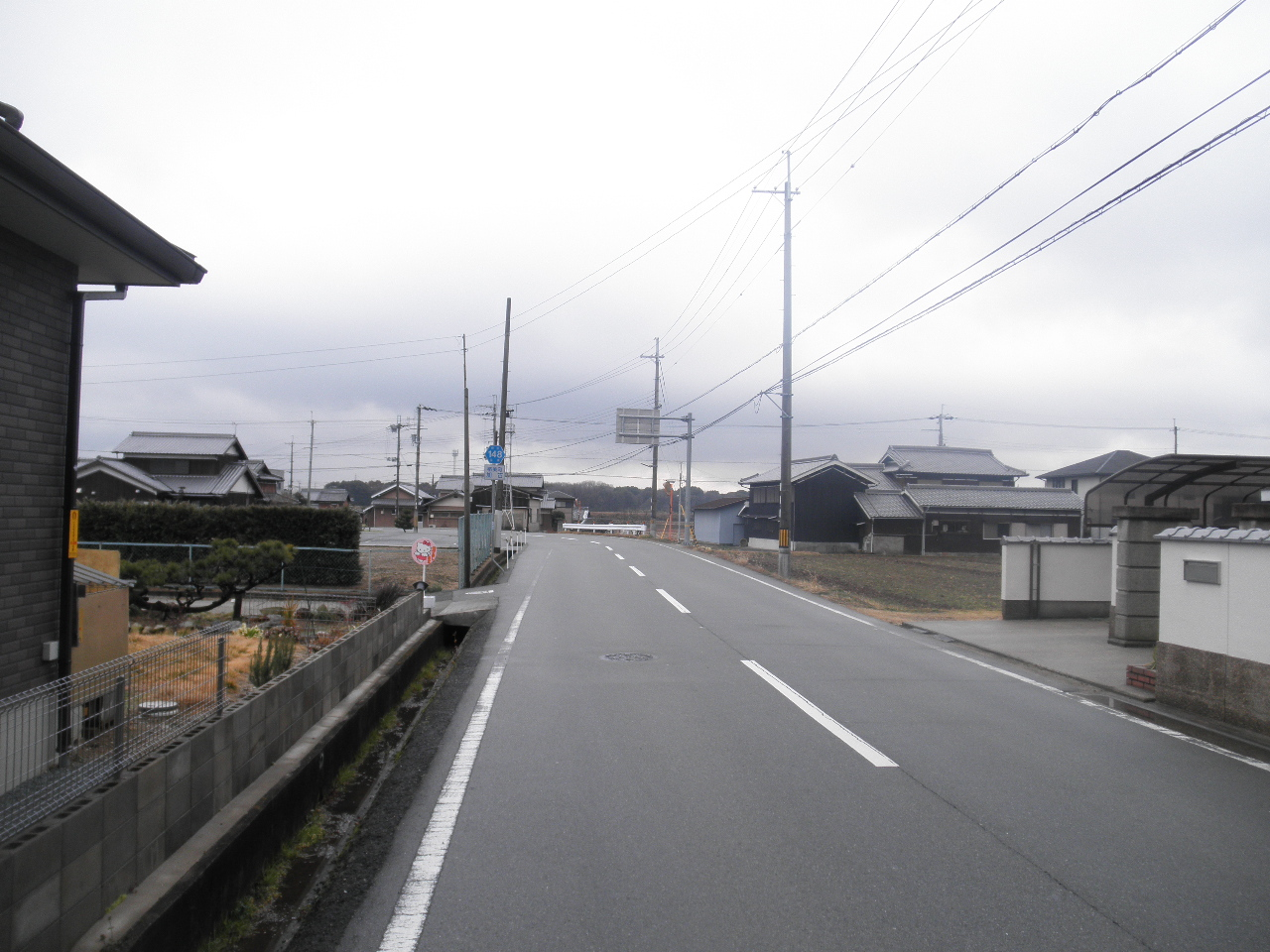
兵庫県道65号神戸加古川姫路線交点付近
兵庫県加古郡稲美町加古で撮影

### 通過する自治体
- 明石市
- 神戸市（西区）
- 加古郡稲美町
- 加古川市

### 交差する道路
| 交差する道路                                | 市町村名 | 市町村名 | 交差する場所      | 交差する場所            |
| ------------------------------------------- | -------- | -------- | ----------------- | ----------------------- |
| 国道2号 兵庫県道380号江井ヶ島大久保停車場線 | 明石市   | 明石市   | 大久保町駅前2丁目 | 国道大久保交差点 / 起点 |
| 兵庫県道384号平荘大久保線                   | 明石市   | 明石市   | 大久保町大窪      | 大窪北交差点            |
| E93 第二神明道路                            | 明石市   | 明石市   | 大久保町大窪      | 7 大久保IC              |
| 兵庫県道379号岩岡魚住線                     | 神戸市   | 西区     | 上新地1丁目       |                         |
| 兵庫県道378号六分一神出線                   | 加古郡   | 稲美町   | 印南              | 印南西場交差点          |
| 兵庫県道514号志染土山線                     | 加古郡   | 稲美町   | 蛸草              | 蛸草交差点              |
| 兵庫県道381号野谷平岡線                     | 加古郡   | 稲美町   | 蛸草              | 愛宕東交差点            |
| 兵庫県道65号神戸加古川姫路線 重複区間起点   | 加古郡   | 稲美町   | 加古              |                         |
| 兵庫県道65号神戸加古川姫路線 重複区間終点   | 加古郡   | 稲美町   | 加古              | 五軒屋交差点            |
| 兵庫県道84号宗佐土山線                      | 加古郡   | 稲美町   | 加古              | 上新田交差点            |
| 兵庫県道384号平荘大久保線                   | 加古郡   | 稲美町   | 中一色            | 中一色交差点            |
| 兵庫県道383号八幡別府線                     | 加古川市 | 加古川市 | 野口町水足        | 福沢交差点              |
| 兵庫県道18号加古川小野線 / 東播磨南北道路   | 加古川市 | 加古川市 | 野口町水足        | 水足東交差点            |
| 兵庫県道18号加古川小野線 / 東播磨南北道路   | 加古川市 | 加古川市 | 野口町水足        | [ 注釈 1 ]              |
| 兵庫県道386号野口尾上線                     | 加古川市 | 加古川市 | 野口町水足        |                         |
| 国道2号 / 加古川バイパス                    | 加古川市 | 加古川市 | 加古川町溝之口    | 溝之口北交差点          |

### 交差する鉄道
- 加古川線

### 沿線
- JR西日本山陽本線 大窪駅
- 明石市立山手小学校
- 神戸市立岩岡中学校
- 神戸市立岩岡小学校
- 岩岡郵便局
- 稲美郵便局
- 稲美町立加古小学校
- 稲美町立稲美北中学校
- JR西日本山陽本線・加古川線 加古川駅